# 马哈茂德·萨米·巴鲁迪
马哈茂德·萨米·巴鲁迪（阿拉伯语：‎，1839年6月11日—1904年12月11日）是埃及政治人物和诗人。他从1882年2月4日至1882年5月26日担任埃及第五任总理。他的父亲出生於奥斯曼帝国統治下的埃及省，而他的母亲是一位希腊妇女，他母親在与他的父亲结婚后皈依了伊斯兰教。